# Коломбо, Фернанда
Ферна́нда Коло́мбо Улиа́на (порт. Fernanda Colombo Uliana; род. 24 апреля 1991, Крисиума, Санта-Катарина) — бразильская футбольная судья и спортивная журналистка.

## Биография

### Карьера арбитра
Коломбо начала работать помощником главного арбитра в Серии C в 2010 году, когда ей было 19 лет.
В 2013 году Коломбо стала работать помощником главного судьи в Серии A.
В 2018 году Коломбо была одной из кандидаток в списке ассистентов главного арбитра, которые должны были обслуживать матчи чемпионате мира по футболу 2018 года, но в итоговой список включена не была.
В 2019 году, в одном из матчей чемпионата Эквадора, Коломбо собиралась достать из кармашка красную карточку, чтобы наказать игрока гуаякильской «Барселоны» Дамиана Диаса, но вместо этого достала платок и вытерла пот со лба. Это видео стало вирусным и Коломбо стала получать в соцсетях и на электронную почту сообщения о сексауальных домогательствах.

### Карьера журналистки
После завершения карьеры Коломбо работает в области спортивной журналистики. Она написала книгу «Vamos jogar futebol» («Давай поиграем в футбол»), в которой рассказывает правила футбола для детей. Коломбо работает футбольным экспертом, комментируя действия арбитров во время матчей или футбольных турниров.

### Личная жизнь
Замужем за бывшим футбольным арбитром Сандро Риччи, который старше её на 17 лет. Риччи работал главным арбитром на чемпионате мира 2014 года и чемпионате мира 2018 года.